# Cirurgià
Un cirurgià o cirurgiana, en medicina moderna, és qui practica la cirurgia. També hi ha cirurgians en podologia, odontologia, ortodòncia i veterinària.

## Història

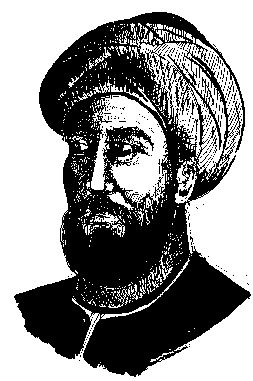
Al-Zahrawi, és un metge de l'edat d'or de l'islam, considerat com un dels "pares de la cirurgia moderna".

La primera persona que va documentar una cirurgia va ser el metge-cirurgià indi del segle vi aC, Sushruta o Suśruta. Es va especialitzar en cirurgia plàstica estètica i fins i tot va documentar un procediment de rinoplàstia. El seu gran treball Suśruta-saṃhitā és un dels tractats antics més importants sobre medicina que es conserven i es considera un text fonamental tant de l'Aiurveda com de la cirurgia. El tractat tracta tots els aspectes de la medicina general, però el traductor GD Singhal va batejar Sushruta com "el pare de la intervenció quirúrgica" a causa dels relats extraordinàriament precisos i detallats de la cirurgia que es poden trobar a l'obra.
Després de l'eventual declivi de l'Escola de Medicina Sushruta a l'Índia, la cirurgia va ser ignorada fins que el cirurgià islàmic de l'Edat d'Or Az-Zahrawí (936-1013) va restablir la cirurgia com una pràctica mèdica eficaç. És considerat el cirurgià medieval més gran que ha aparegut del món islàmic i també ha estat descrit com el pare de la cirurgia. La seva major contribució a la medicina és el Kitab al-Tasrif, una enciclopèdia de trenta volums de pràctiques mèdiques. Va ser el primer metge que va descriure un embaràs ectòpic i el primer metge que va identificar la naturalesa hereditària de l'hemofília. Les seves contribucions pioneres al camp dels procediments i instruments quirúrgics van tenir un enorme impacte en la cirurgia, però no va ser fins al segle xviii que la cirurgia va esdevenir una disciplina mèdica singular a Anglaterra.
A Europa, la cirurgia es va associar principalment als barbers o cirurgians de barberia, que també utilitzaven les seves eines de tallar els cabells per dur a terme procediments quirúrgics, sovint al camp de batalla i també per als seus empleats, atès que dominaven l'art dels raors i estaven avesats a tractar hemorràgies. Per això, els cirurgians i els barbers solien fer part d'un mateix col·legi, i eren considerats menestrals. De les operacions pròpies de la cirurgia normalment s'encarregaven els més experts de l'ofici, mentre que els novells es limitaven a la rasura.
A Mallorca, el col·legi dels barbers i els cirurgians es formà al segle xv, i les primeres ordinacions conegudes daten de 1489. Per entrar al col·legi, calien cinc anys d'aprenentatge i superar un examen; els cirurgians havien d'haver cursat tota la gramàtica i havien de saber fisiologia, patologia i anatomia. El 1780, es fundà una Escola de Cirurgia, que funcionà a l'Hospital General. No obstant això, els que no havien cursat els estudis de cirurgia, podien entrar al col·legi, però només eren autoritzats a practicar cirurgia menor. El col·legi tenia dos patrons: d'una banda, els sants metges Cosme i Damià (27 de setembre), i, per altra, el Sant Crist de Berit o la Passio Imaginis. Les festes se celebraven a l'església de la Mercè, on també tenien lloc les juntes del col·legi. El seu escut era un estoig de cirurgià.
Amb els avenços en medicina i fisiologia, les professions de barbers i cirurgians van divergir: al segle xix, els cirurgians barbers pràcticament havien desaparegut, i els cirurgians eren gairebé invariablement metges qualificats que s'havien especialitzat en cirurgia. Tanmateix, el cirurgià es va continuar utilitzant com a títol per als oficials mèdics militars fins a finals del segle xix, i el títol de cirurgià general continua existint tant per als oficials mèdics militars com per als oficials de salut pública del govern.

### Tractats de cirurgia
Les obres escrites sobre cirurgia formen part de la història d'aqueixa però poden ser classificades i estudiades a part.
- 1534 aC. El papir Ebers,[8] conservat a la universitat de Leipzig, és considerat un dels tractats de medicina més antics coneguts. La seva elaboració es data entorn de l'any 1534 aC[9] i la seva longitud és d'uns 20 metres. Inclou receptes, una farmacopea i la descripció de nombroses malalties, així com alguns tractaments cosmètics. Sobre cirurgia existeixen alguns esments al tractament de les mossegades de cocodril o de les cremades. Recomanava el drenatge de les inflors grasses, encara que advertia que determinades patologies de la pell no havien de ser tocades.

- 1180. Rogerius Frugardi.[10]
  - 1577.[11]

- c 1230. Teodorico Borgognoni ; Chirurgia.[12][13]

- 1270.[14]
  - c 1490. Guillem de Salicet ; Cyrurgia.[15][16]

- 1363. Gui de Chaulhac. Chirurgia Magna.[17][18][19]

## Especialitats
- Cirurgia cardíaca
- Cirurgia colorectal
- Cirurgia craniofacial
- Cirurgia dental
- Cirurgia endocrina
- Cirurgia general
- Cirurgia neurològica
- Obstetrícia i ginecologia
- Oftalmologia
- Cirurgia oral i maxil·lofacial
- Cirurgia ortopèdica
- Otorrinolaringologia
- Cirurgia pediàtrica
- Cirurgia Plàstica
- Cirurgia podològica
- Oncologia quirúrgica
- Cirurgia toràcica
- Trasplantament d'òrgans
- Cirurgia de trauma

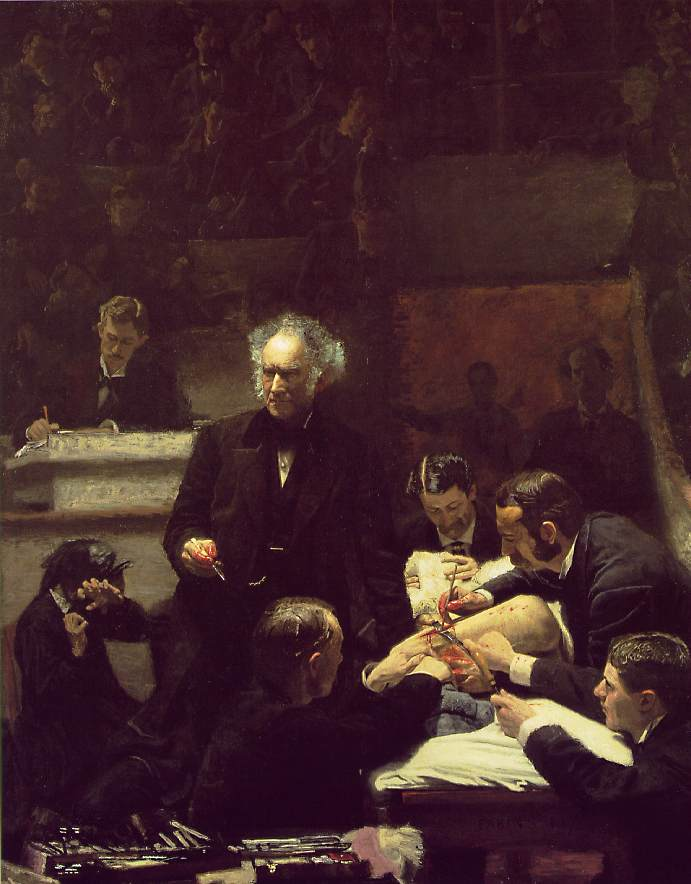
La clínica Gross, 1875, Museu d'Art de Filadèlfia i Pennsylvania Academy of Fine Arts

- Cirurgia gastrointestinal superior
- Urologia
- Cirurgia vascular

Alguns metges que són metges generals o especialistes en medicina de família o medicina d'emergència poden fer algunes operacions de cirurgia menor, comuna o d'emergència. L'anestèsia sovint acompanya la cirurgia i els anestesiòlegs i les infermeres anestesistes poden supervisar aquest aspecte de la cirurgia. L'assistent de cirurgià, les infermeres quirúrgiques i els tecnòlegs quirúrgics són professionals formats que donen suport als cirurgians.
Als Estats Units, la descripció d'un cirurgià del Departament de Treball és "un metge que tracta malalties, lesions i deformitats mitjançant mètodes quirúrgics invasius, mínimament invasius o no invasius, com ara l'ús d'instruments, aparells o mitjançant la manipulació manual ".

## Cirurgians pioners

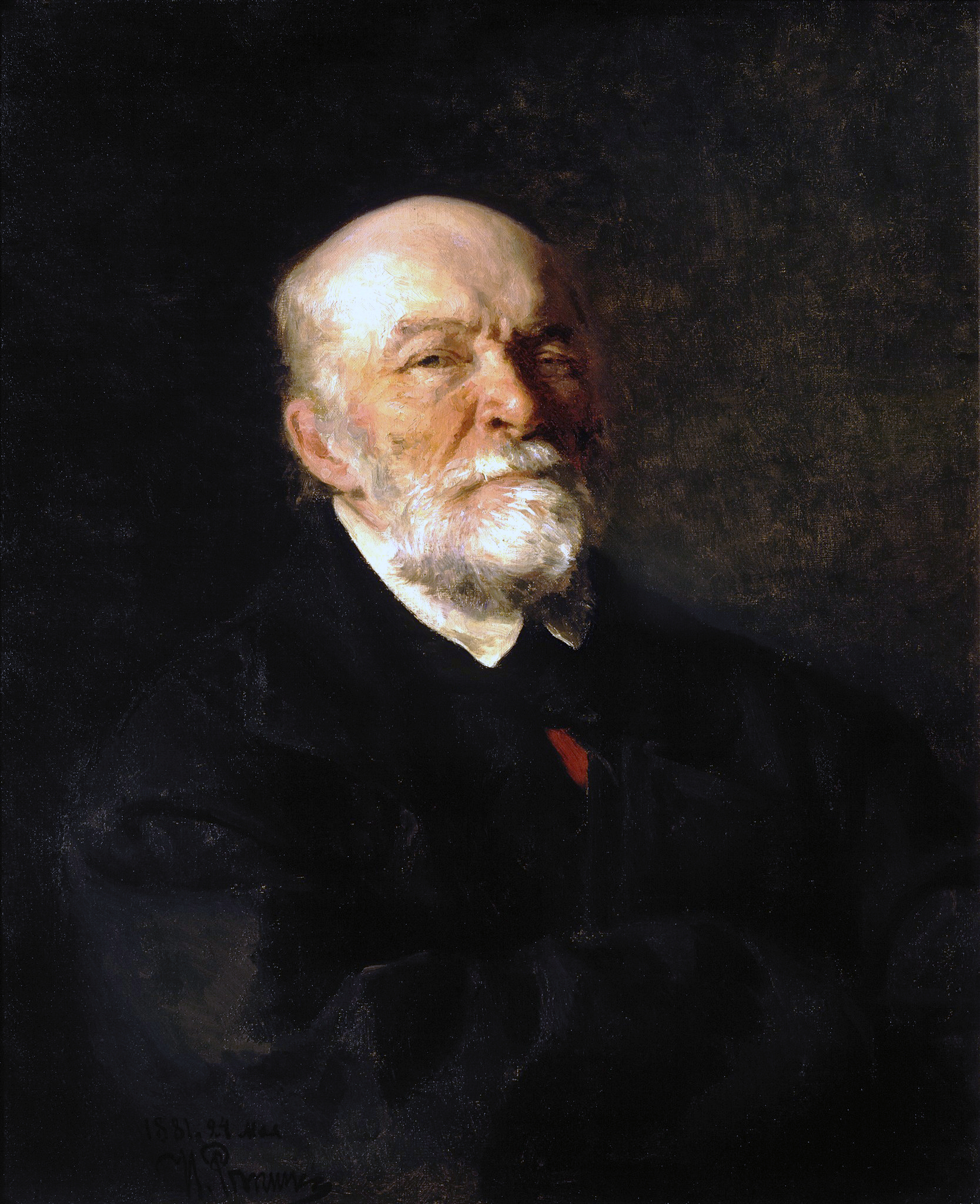
El cirurgià rus Nikolay Pirogov, pioner de la cirurgia de camp

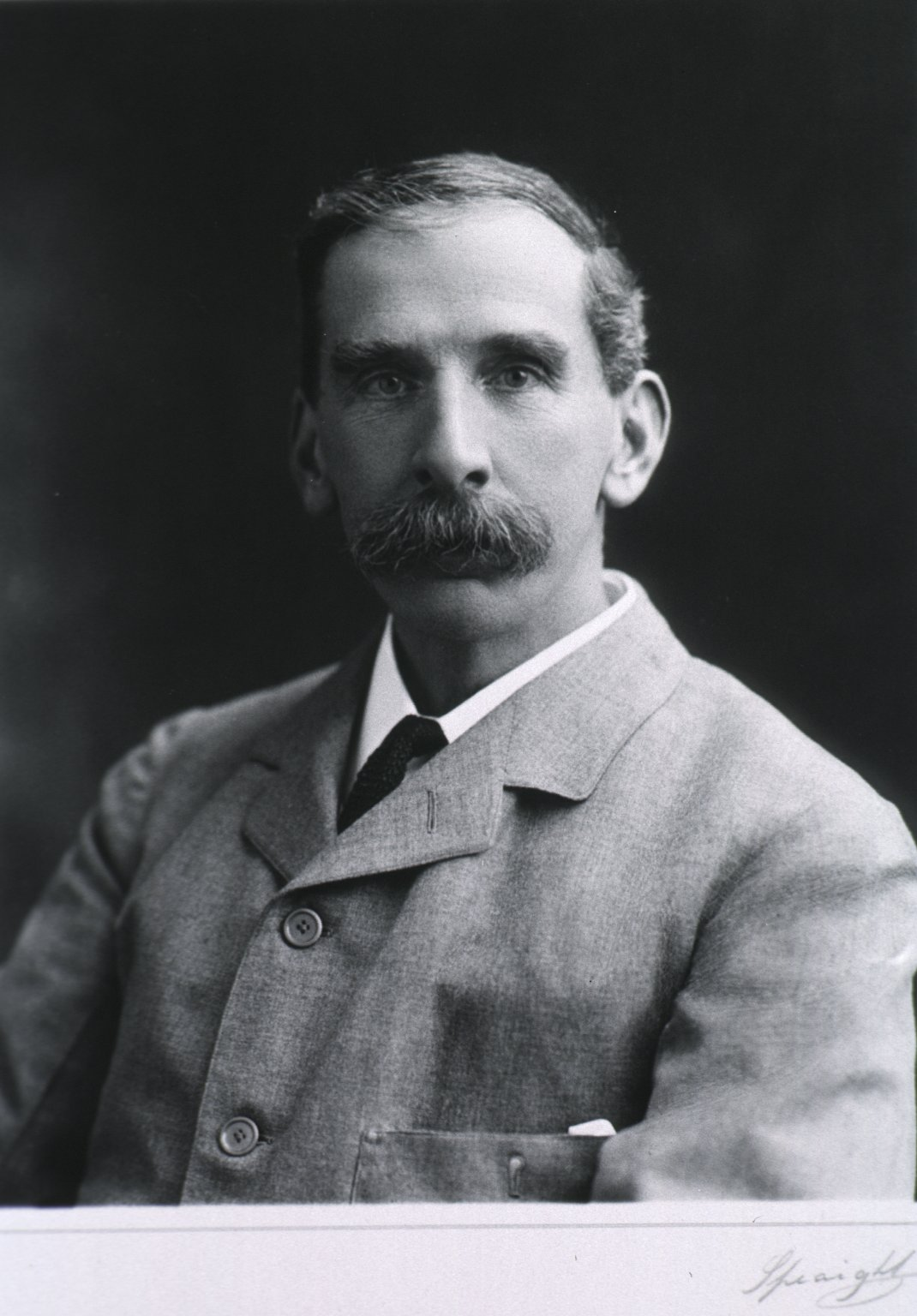
Victor Horsley va ser pioner en neurocirurgia

- Sushruta va ser el primer en documentar una operació de rinoplàstia.[1]
- Az-Zahrawí és considerat un dels majors cirurgians medievals i pare de la cirurgia.[21]
- BK Misra va ser el primer neurocirurgià del món que realitza cirurgia d'aneurisma intracranial i pioner al sud d'Àsia de diverses operacions com una laparoscòpia de la columna vertebral.[22]
- Gavriil Ilizarov va ser l'inventor de l'aparell Ilizarov per allargar els ossos de les extremitats i per al mètode de cirurgia que porta el seu nom, la cirurgia Ilizarov.
- Charles Kelman va inventar la facoemulsificació, la tècnica de la cirurgia de cataracta moderna.
- William Stewart Halsted va ser pioner en molts camps
- Alfred Blalock va fer la primera cirurgia moderna de cor obert amb èxit el 1944.
- Walton Lillehei és anomenat "pare de la cirurgia moderna de cor obert.
- Christiaan Barnard va fer el primer trasplantament de cor.
- Victor Chang fou pioner australià del trasplantament de cor
- John Hunter va ser l'escocès pare de la cirurgia moderna, va realitzar centenars de disseccions i va servir de model per al doctor Jekyll.
- Victor Horsley va ser expert en neurocirurgia
- Lars Leksell va ser inventor de la radiocirurgia.
- Joseph Lister va descobrir sèpsia quirúrgica, Listerine porta aquest nom en honor seu.
- Harvey Cushing va ser pioner de la neurocirurgia moderna.
- Paul Tessier va ser pare de la cirurgia craniofacial.
- Gholam A. Peyman va inventar el LASIK.[23])
- Ioannis Pallikaris va realitzar el primer procediment LASIK a l'ull humà.[24] Desenvolupat Epi-LASIK.[25])
- Nikolai Pirogov va ser el fundador de la cirurgia de camp.
- Valery Shumakov va ser pioner en la implantació d'òrgans artificials.
- Svyatoslav Fyodorov va ser creador de la queratotomia radial.
- Gazi Yasargil és fundador de la microneurocirurgia.
- René Gerónimo Favaloro va ser el primer cirurgià a realitzar derivació d'artèria coronària
- Michael R. Harrison va ser pioner de la cirurgia fetal.
- Michael DeBakey (educador i innovador en el camp de la cirurgia cardíaca)
- Fidel Pagés va ser pioner de anestèsia epidural.
- Harold Gillies va ser pioner de la cirurgia plàstica
- Maria Siemionow va ser pionera de la cirurgia de trasplantament de cara gairebé total.
- Mary Edwards Walker va ser la primera dona cirurgiana als Estats Units
- Jennie Simile Robertson va ser la primera dona cirurgiana al Canadà
- Jesse Gray va ser la primera dona cap de cirurgia de l'Hospital Hopkinz
- Marian Frauenthal Sloane va ser la primera especialista en cirurgià ortopèdica
- Eleanor Davies-Colley va ser cirurgiana i fundadora de l'Hospital de Dones i Nens del Sud de Londres.
- Dorothy-Laviania Brown va ser la primera dona cirurgiana afroamericana.
- Sakineh Pari va ser la primera dona cirurgiana a l'Iran.
- Nina Starr Braunwald va ser la primera dona en fer cirurgia toràcica